# Andrés de Segurola

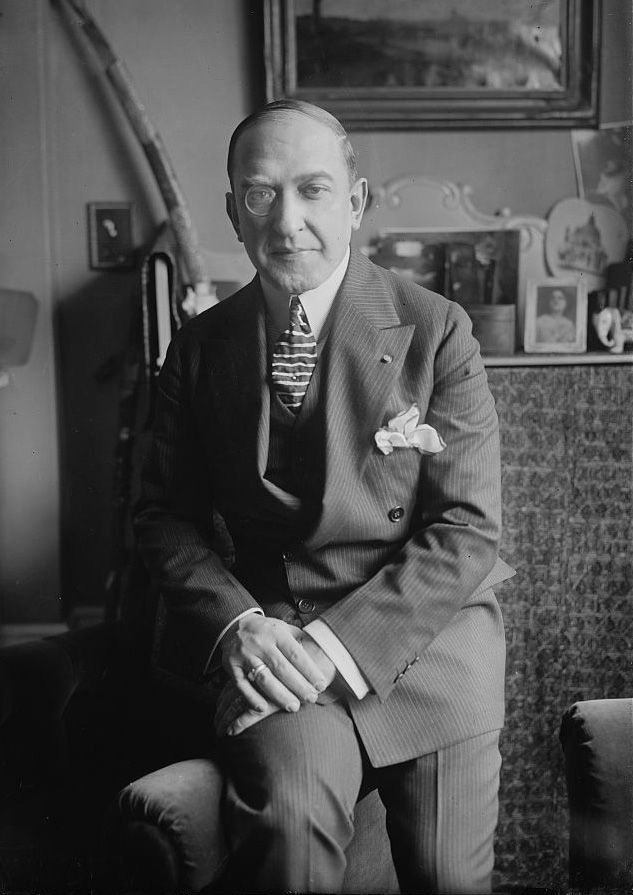
Andrés de Segurola (c.1920)

Andrés Perelló de Segurola (27 de março 1874-23 de janeiro 1953) foi um baixo espanhol.

## Biografia
Foi um membro da Companhia Metropolitan Opera entre 1901 e 1920 e posteriormente apareceu em muitos filmes. Após o fim de sua carreira na Metropolitan Opera, De Segurola também se tornou um empresário. Em 1916, ele apresentou uma temporada de ópera de quatro semanas no Grande Teatro Nacional, em Havana, onde sua empresa incluiu Geraldine Farrar e Pasquale Amato. Após sua aposentadoria do palco, ele tornou-se professor de canto. Entre os seus muitos alunos esteve Deanna Durbin. 

## Papeis
- Jake Wallace em La fanciulla del West (Giacomo Puccini), Metropolitan Opera, 10 de Dezembro de 1910.
- Didier em Madeleine (Victor Herbert), Metropolitan Opera, 24 de Janeiro de 1914.
- Fouché em Madame Sans-Gêne (Umberto Giordano), Metropolitan Opera, 25 de Janeiro de 1915.
- Amantio em Gianni Schicchi (Giacomo Puccini), Metropolitan Opera, 14 de Dezembro de 1918.